# Natalia Barbu
Natalia Barbu (Bălți, 22 agosto 1979) è una cantautrice e violinista moldava.
Ha rappresentato la Moldavia all'Eurovision Song Contest 2007 con il brano Fight e nuovamente nel 2024 con In the Middle.

## Biografia
Figlia della cantante moldava Ana Barbu, ha iniziato la sua carriera musicale come parte del gruppo musicale Trigon.
Nel 2006 firma un contratto con l'etichetta Cat Music, facente parte del gruppo della Sony Music. Nel dicembre dello stesso anno è stata selezionata dell'emittente TRM per rappresentare la Moldavia all'Eurovision Song Contest 2007 ad Helsinki, con il brano Fight. Nel maggio successivo, dopo essersi qualificata dalla semifinale, Natalia Barbu si è esibita nella finale eurovisiva, dove si è piazzata al 10º posto su 25 partecipanti con 109 punti totalizzati.

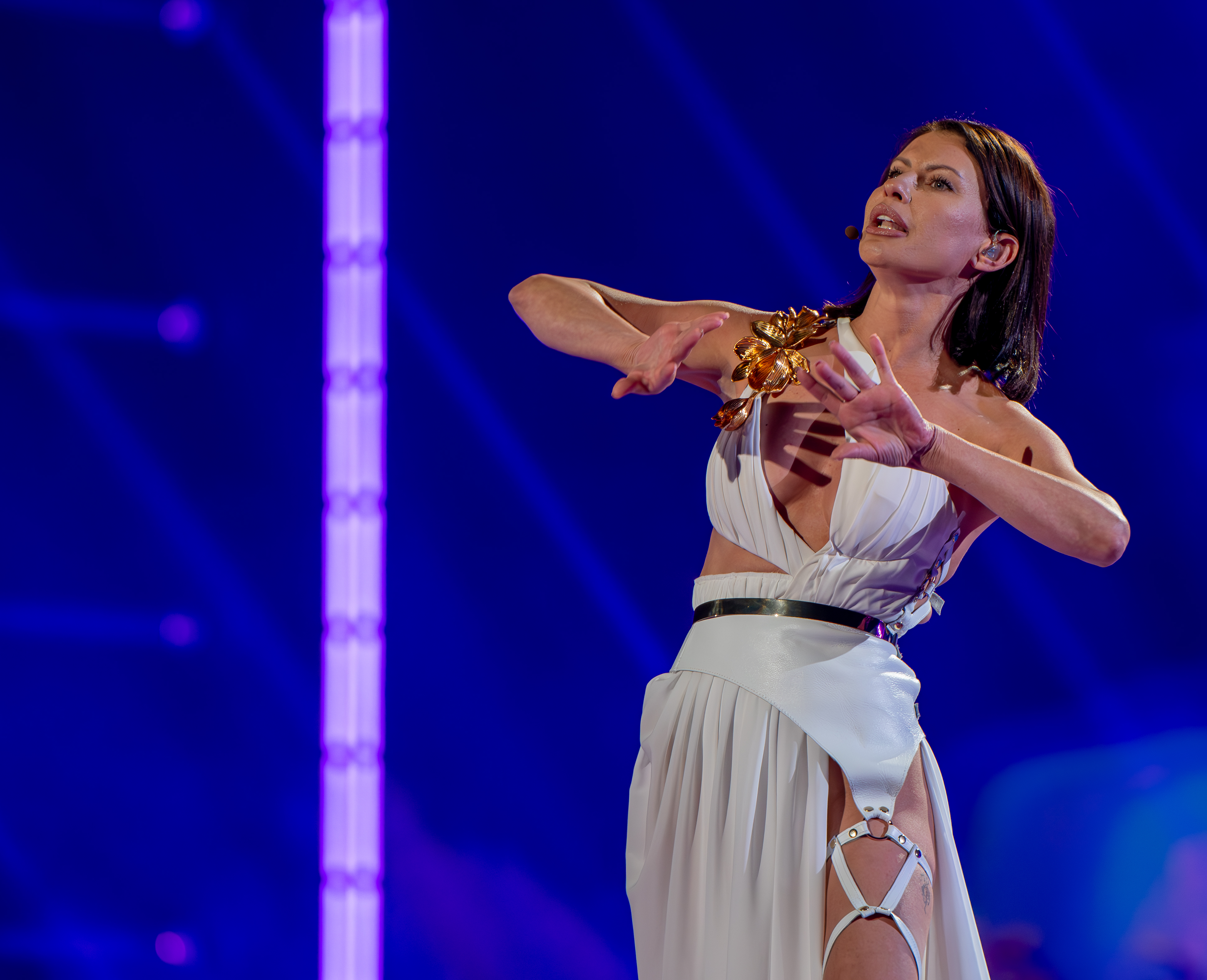
Natalia Barbu mentre si esibisce sulle note di In the Middle durante le prove della prima semifinale per l'Eurovision Song Contest, 6 maggio 2024

Nel 2012 ha iniziato a collaborare con il produttore discografico Radu Sârbu e la cantautrice Ana Sirbu sotto l'etichetta Rassada Music. Alla fine dell'estate Natalia ha presentato il singolo I Said It's Sad, che ha raggiunto la prima posizione nella classifica moldava. Più tardi nello stesso anno, ha pubblicato i singoli Iubire Cu Aroma De Cafea e Confession, con quest'ultimo ha preso parte alla selezione rumena per l'Eurovision Song Contest 2013.
Nel 2024 ha partecipato a Etapa Națională, il nuovo format per la selezione del rappresentante eurovisivo moldavo, dove ha trionfato con l'inedito In the Middle, che le ha garantito il diritto di cantare per il suo paese all'Eurovision Song Contest 2024 a Malmö. Natalia Barbu si è classificata al 13º posto nella prima semifinale, non riuscendo a garantirsi l'accesso per la finale.

## Discografia

### Album
- 2001 – Între ieri și azi
- 2003 – Zbor de dor
- 2009 – Interpreta Natalia Barbu
- 2021 – La capatul cerului

### Singoli
- 2001 – Între ieri şi azi
- 2003 – Zbor de dor
- 2007 – Suflet gol
- 2007 – Fight
- 2009 – Îngerul meu
- 2010 – I Feel So Good
- 2011 – Do That Thing
- 2012 – Let's Jazz
- 2012 – I Said It's Sad
- 2012 – Iubire cu aroma de cafea
- 2013 – Confession
- 2019 – Totul si nimic
- 2024 – In the Middle